# Liste der Kulturdenkmäler in Zeltingen-Rachtig
In der Liste der Kulturdenkmäler in Zeltingen-Rachtig sind alle Kulturdenkmäler der rheinland-pfälzischen Ortsgemeinde Zeltingen-Rachtig aufgeführt. Grundlage ist die Denkmalliste des Landes Rheinland-Pfalz (Stand: 10. August 2023).

## Rachtig

### Einzeldenkmäler
| Bezeichnung                                  | Lage                                                                | Baujahr                           | Beschreibung | Bild            |
| -------------------------------------------- | ------------------------------------------------------------------- | --------------------------------- | --- | --------------- |
| Wohnhaus                                     | Deutschherrenstraße 19 Lage                                         | spätes 16. Jahrhundert            | breitgelagertes Fachwerkhaus, im 19. Jahrhundert teilweise massiv erneuert, vorkragender Fachwerkgiebel eventuell noch aus dem 16. Jahrhundert | BW              |
| Deutschherrenhof                             | Deutschherrenstraße 21–23 Lage                                      | 16. Jahrhundert                   | stattliche spätgotische Vierflügelanlage, 1737/38 barock verändert, Westflügel bezeichnet 1683                                                 | BW              |
| Pfarrhof                                     | Deutschherrenstraße 25, Pfarrstraße 10 Lage                         | 1725                              | Pfarrhof, 1725, ehemaliges Wirtschaftsgebäude 1778                                                                                             | Fotos hochladen |
| Wohnhaus                                     | Deutschherrenstraße 33 Lage                                         | vor 1800                          | Massivbau, verputzter Fachwerkgiebel, heutiges Erscheinungsbild aus der ersten Hälfte des 19. Jahrhunderts, im Kern wohl älter                 | BW              |
| Fachwerkhaus                                 | Elisabethstraße 1 Lage                                              | erste Hälfte des 16. Jahrhunderts | Fachwerkhaus, teilweise massiv, erste Hälfte des 16. Jahrhunderts                                                                              | BW              |
| Katholische Pfarrkirche St. Maria Immaculata | Marienstraße 11 Lage                                                | 1906                              | neuspätromanische Schieferbruchstein-Basilika, 1906, Westturm von 1725                                                                         | Fotos hochladen |
| Grabsteine und Tabernakel                    | Marienstraße, nördlich von Nr. 11 Lage                              | 19. Jahrhundert                   | vier Pfarrergrabsteine, 19. Jahrhundert; steinernes Drehtabernakel                                                                             | BW              |
| Wohnhaus                                     | Pfarrstraße 9 Lage                                                  | vor 1870                          | eingeschossiges Wohnhaus mit Kniestock, teilweise Fachwerk, bezeichnet 1870, im Kern älter                                                     | BW              |
| Kapelle                                      | Pfarrstraße, bei Nr. 11 Lage                                        |                                   | offene Kapelle unter kielbogig geschwungenem Dach; Bildstock, bezeichnet 1681, aufgesetztes Missionskreuz, bezeichnet 1727                     | Fotos hochladen |
| Kreuzweg                                     | nordöstlich des Ortes am Weg zur Altkirch Lage                      | 18. Jahrhundert                   | sechs Stationsbilder, Schäfte aus dem 18. Jahrhundert, reliefierte Aufsätze jünger                                                             | BW              |
| Altkirch                                     | nordöstlich des Ortes in den Weinbergen Lage                        | 18. Jahrhundert                   | Sandsteinplatte als Totengedächtnis, 18. Jahrhundert, in moderner Kapelle (1983)                                                               | BW              |
| Anwalther Brunnen                            | nordwestlich des Ortes auf der Hochfläche jenseits der Mosel Lage   |                                   | langgestreckter Bruchsteinbau, Datierung unklar                                                                                                | BW              |
| Wegekapelle oder Weinbergsunterstand         | westlich des Ortes an der B 53 am gegenüberliegenden Moselufer Lage |                                   | kleiner verputzter Schieferbau, jüngere Nischenskulptur                                                                                        | BW              |
| Wegekapelle                                  | Ürzigermühle, Niederflurstraße Lage                                 | 17. oder 18. Jahrhundert          | Putzbau unter kielbogig geschwungenem Dach; Kreuzigungsbildstock, 17. oder 18. Jahrhundert                                                     | BW              |

## Zeltingen

### Denkmalzonen
| Bezeichnung                          | Lage                                                                                          | Baujahr                 | Beschreibung | Bild                           |
| ------------------------------------ | --------------------------------------------------------------------------------------------- | ----------------------- | --- | ------------------------------ |
| Denkmalzone Ortskern Zeltingen       | Kurfürstenstraße 23–51 (ungerade Nummern) und 46–76 (gerade Nummern), Engelbertstraße 16 Lage | 16. bis 19. Jahrhundert | Substanz des 16. bis 19. Jahrhunderts; kennzeichnendes Straßenbild | BW                             |
| Denkmalzone alter jüdischer Friedhof | östlich oberhalb des Ortes am Waldrand Lage                                                   |                         | bis in die zweite Hälfte des 19. Jahrhunderts belegt; sechs Grabsteine                                                                                                  | weitere Bilder Fotos hochladen |
| Denkmalzone neuer jüdischer Friedhof | nordöstlich oberhalb des Ortes im Wald Lage                                                   | 1876                    | 1876 angelegt; von Bruchsteinmauer umfasstes Areal mit etwa 60 Grabsteinen von um 1885 bis um 1930, um kleines, von Zaun umgebenes Areal mit vier Grabsteinen erweitert | weitere Bilder Fotos hochladen |

### Einzeldenkmäler
| Bezeichnung                         | Lage                                                               | Baujahr                     | Beschreibung | Bild                                    |
| ----------------------------------- | ------------------------------------------------------------------ | --------------------------- | --- | --------------------------------------- |
| Katholisches Pfarrhaus              | Amtsstraße 16 Lage                                                 | 1712                        | ehemals kurkölnisches Amtshaus; barocker Walmdachbau, 1712, Wappenrelief 1658                                                                                           | Fotos hochladen                         |
| Wohnhaus                            | Burgstraße 16 Lage                                                 | 1658                        | Fachwerkhaus, teilweise massiv, Aufzugsluke, bezeichnet 1658 | Fotos hochladen                         |
| Wohnhaus                            | Engelbertstraße 1 Lage                                             | 1679                        | langgestrecktes Fachwerkhaus, teilweise massiv, bezeichnet 1679 | Fotos hochladen                         |
| Wegekreuz                           | Kurfürstenstraße, Ecke Kunibertstraße Lage                         | um 1900                     | Wegekreuz; neugotisches Sockelkreuz, um 1900 | Fotos hochladen                         |
| Gasthaus                            | Kurfürstenstraße 1 Lage                                            | um 1860                     | spätklassizistischer Putzbau, um 1860 | Fotos hochladen                         |
| Wohnhaus                            | Kurfürstenstraße 2 Lage                                            | 1527                        | breitgelagertes Fachwerkhaus, teilweise massiv, bezeichnet 1527 (wohl eher 1587), massive Verlängerung, bezeichnet 1777                                                 | Fotos hochladen                         |
| Wohnhaus                            | Kurfürstenstraße 37 Lage                                           | 1790                        | breitgelagerter Massivbau, bezeichnet 1790, Schaufenster aus der ersten Hälfte des 20. Jahrhunderts                                                                     | Fotos hochladen                         |
| Wohnhaus                            | Kurfürstenstraße 48 Lage                                           | 18. Jahrhundert             | Fachwerkhaus, teilweise massiv, Mansarddach, 18. Jahrhundert | Fotos hochladen                         |
| Wohnhaus                            | Kurfürstenstraße 49 Lage                                           | 1584                        | Fachwerkhaus, teilweise massiv, verputzt, Obergeschoss vorkragend, bezeichnet 1584                                                                                      | Fotos hochladen                         |
| Wohnhaus                            | Kurfürstenstraße 50 Lage                                           | 18. Jahrhundert             | Fachwerkhaus, teilweise massiv, Mansarddach, 18. Jahrhundert | Fotos hochladen                         |
| Wohnhaus                            | Kurfürstenstraße 51 Lage                                           | um 1860                     | spätklassizistischer Putzbau auf hohem Sockelgeschoss, um 1860 | Fotos hochladen                         |
| Wohnhaus                            | Kurfürstenstraße 60 Lage                                           | 1741                        | Fachwerkhaus, teilweise massiv, L-förmig um kleinen Hof, bezeichnet 1741                                                                                                | Fotos hochladen                         |
| Wohnhaus                            | Kurfürstenstraße 62 Lage                                           | 17. Jahrhundert             | Mansarddachbau, weit vorkragendes Fachwerk-Obergeschoss, im Kern wohl mindestens aus dem 17. Jahrhundert                                                                | Fotos hochladen                         |
| Wegekreuz                           | St. Florentinerstraße, bei Nr. 16 Lage                             | 1844                        | Sandsteinsäule eines Säulenkreuzes, bezeichnet 1844 | BW                                      |
| Wohnhaus                            | St. Stephanstraße 9 Lage                                           | um 1600                     | Eckwohnhaus; dreigeschossiger Fachwerkbau, teilweise massiv, um 1600, Fachwerk-Vorbau bezeichnet 1657                                                                   | Fotos hochladen                         |
| Wohnhaus                            | St. Stephanstraße 14 Lage                                          | 1629                        | Mansarddachbau, 1629; Zweiflügelbau, bezeichnet 1738; Wirtschaftsgebäude mit Fenstern in Louis-Seize-Formen                                                             | Fotos hochladen                         |
| Weingut                             | St. Stephanstraße 18 Lage                                          | 1885                        | Weingut; stattlicher Massivbau mit historisierender Stuckdekoration, bezeichnet 1885                                                                                    | Fotos hochladen                         |
| Katholische Pfarrkirche St. Stephan | St. Stephanstraße 36 Lage                                          | 1720                        | Langhaus von 1720, Chor eventuell noch aus dem 17. Jahrhundert, Sakristei von 1640, Westturm von 1739, Rokokoportal                                                     | weitere Bilder Fotos hochladen          |
| Kriegerdenkmal                      | St. Stephanstraße, bei Nr. 36 Lage                                 | um 1920                     | Kriegerdenkmal 1914/18 als neubarocker Bildstock | Fotos hochladen                         |
| Missionskreuz                       | St. Stephanstraße, bei Nr. 36 Lage                                 | 1777                        | in offener Holzkapelle: Missionskreuz, Holz, bezeichnet 1777 | Fotos hochladen                         |
| Weingut von Schorlemer              | Uferallee 1/3, Burgstraße 13/14 Lage                               | 1767/68                     | neunachsiger Mansarddachbau, 1767/68, Kelterhaus mit Mansarddach und klassizistischer Torfahrt                                                                          | weitere Bilder Fotos hochladen          |
| Hotel                               | Uferallee 9 Lage                                                   | um 1870/80                  | ehemalige Villa; stattlicher, im Gesamtcharakter spätklassizistischer Bruchsteinbau, um 1870/80                                                                         | Fotos hochladen                         |
| Bildstock                           | Uferallee, bei Nr. 10 Lage                                         | 1764                        | Kreuzigungsbildstock, bezeichnet 1764 | Fotos hochladen                         |
| Sänger-Halle                        | Uferallee 52 Lage                                                  | um 1900                     | eingeschossiger Klinkerbau, um 1900 | Fotos hochladen                         |
| Wegekapelle                         | Weingartenstraße, Ecke Bergstraße Lage                             | Anfang des 20. Jahrhunderts | Wegekapelle; neugotisch, Anfang des 20. Jahrhunderts; Schaftkreuz, bezeichnet 1645; innen Stationsbilder eines Kreuzwegs und Pietà-Relief, wohl aus dem 18. Jahrhundert | Fotos hochladen                         |
| Blechen-Kreuz                       | nördlich des Ortes an der Einmündung eines kleinen Seitentals Lage | 1665                        | barocker Kreuzigungsbildstock, Sandstein, bezeichnet 1665 | weitere Bilder Fotos hochladen          |
| Kreuzweg                            | nördlich des Ortes an einem Weinbergsweg Lage                      | um 1860/70                  | 12 Stationsbilder, gusseiserne Relieftafeln, um 1860/70 | weitere Bilder Fotos hochladen          |
| Wegekreuz                           | nördlich des Ortes auf einer Weinbergsmauer                        | um 1900                     | gusseiserner Kruzifix, um 1900 (?) | Direkt Bild zu diesem Denkmal hochladen |
| Römisches Heiligenhäuschen          | nördlich oberhalb des Ortes im Weinberg Lage                       | vor 1860                    | Kapelle; neugotischer Putzbau, um 1860 umgebaut und renoviert | Fotos hochladen                         |
| Heiligenhäuschen                    | nordöstlich des Ortes im Wald                                      | 18. oder 19. Jahrhundert    | rund geschlossener Mauerblock, Sandsteinrelief, 18. oder 19. Jahrhundert                                                                                                | Direkt Bild zu diesem Denkmal hochladen |
| Ruine Kunibertsburg                 | südöstlich des Ortes oberhalb der Straße nach Graach Lage          | 12. Jahrhundert             | Reste von Bruchsteinmauerwerk der 1182 erwähnten Burg | weitere Bilder Fotos hochladen          |

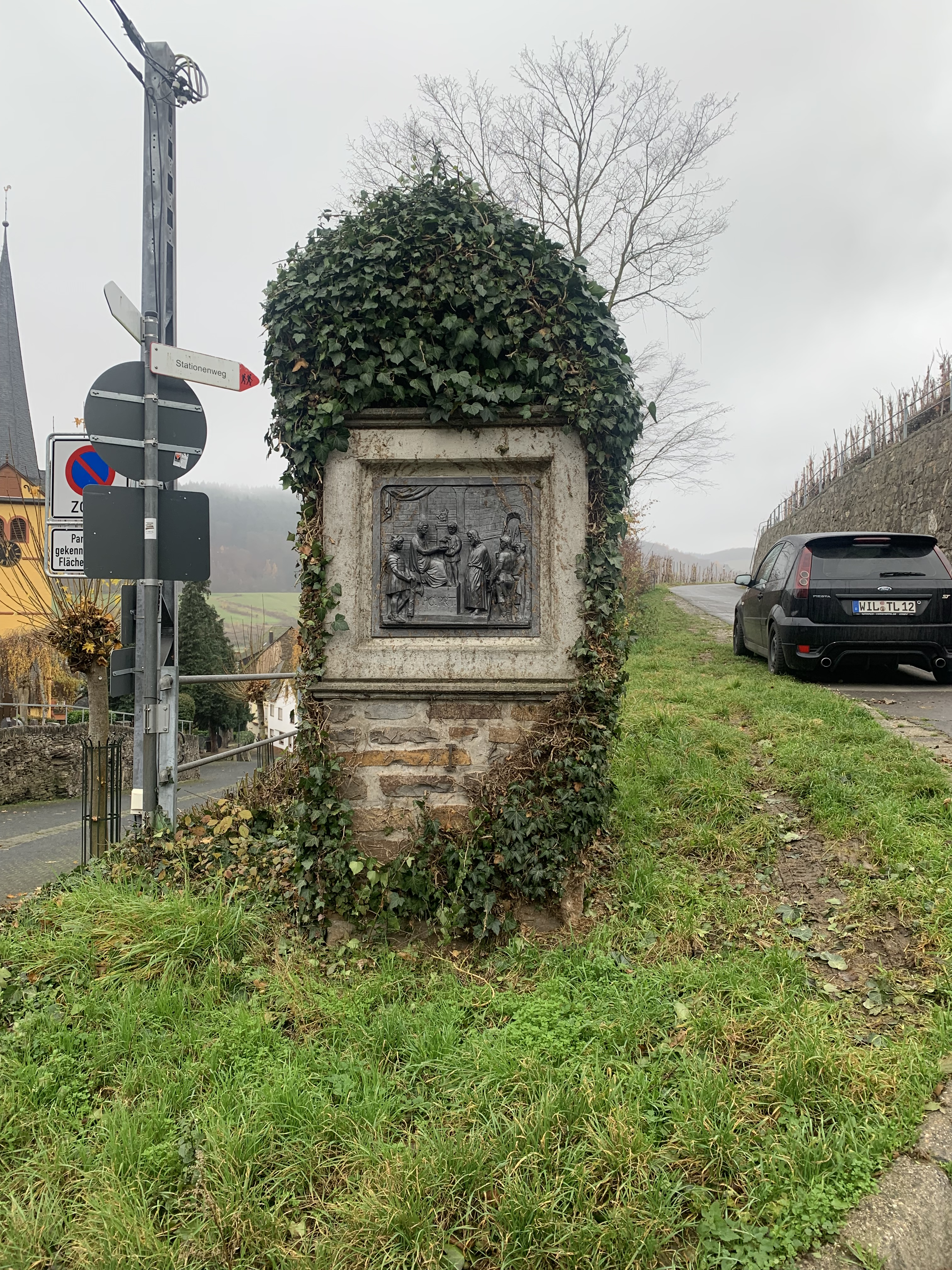
Kreuzweg, Station 1
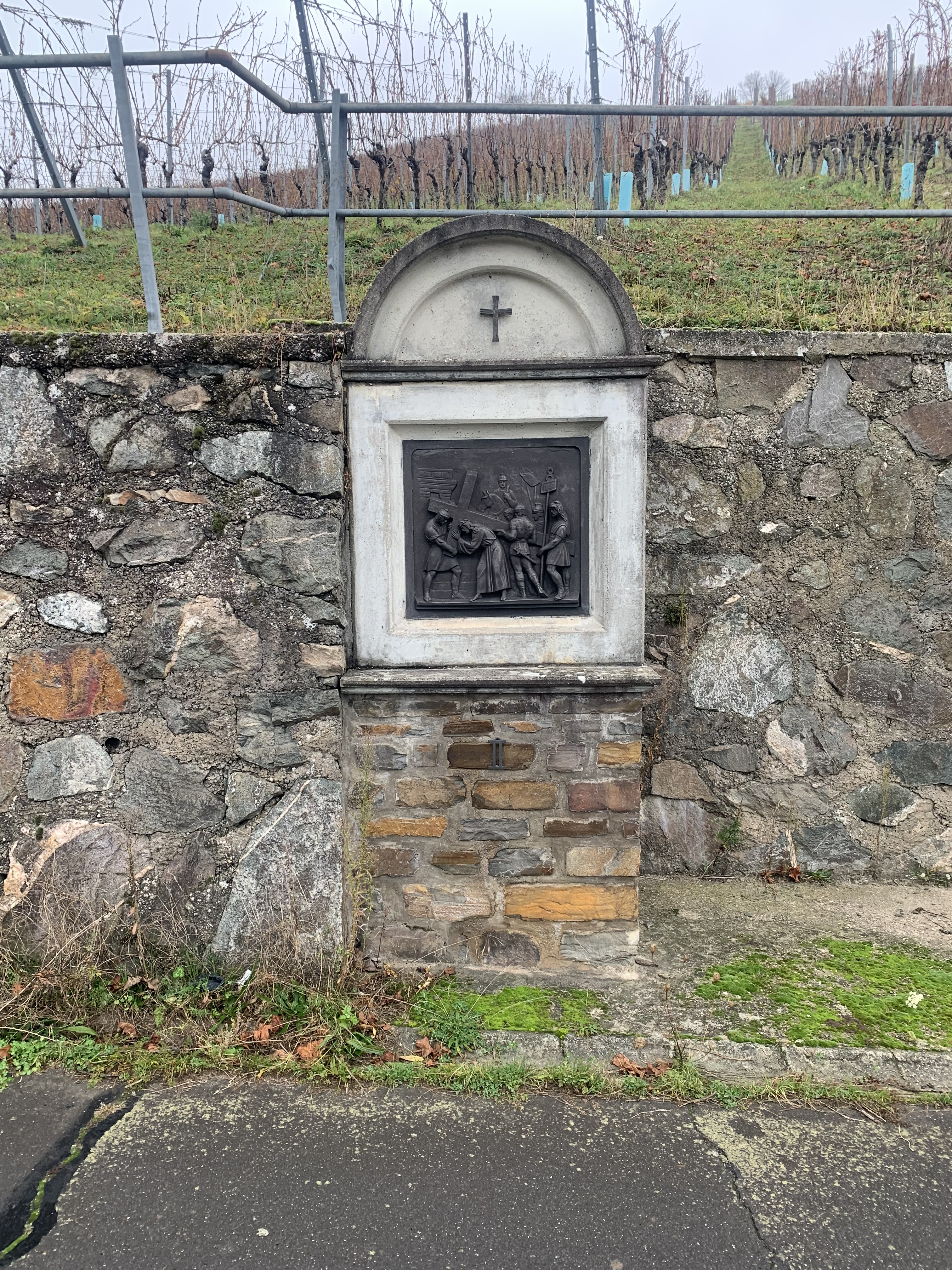
Kreuzweg, Station 2
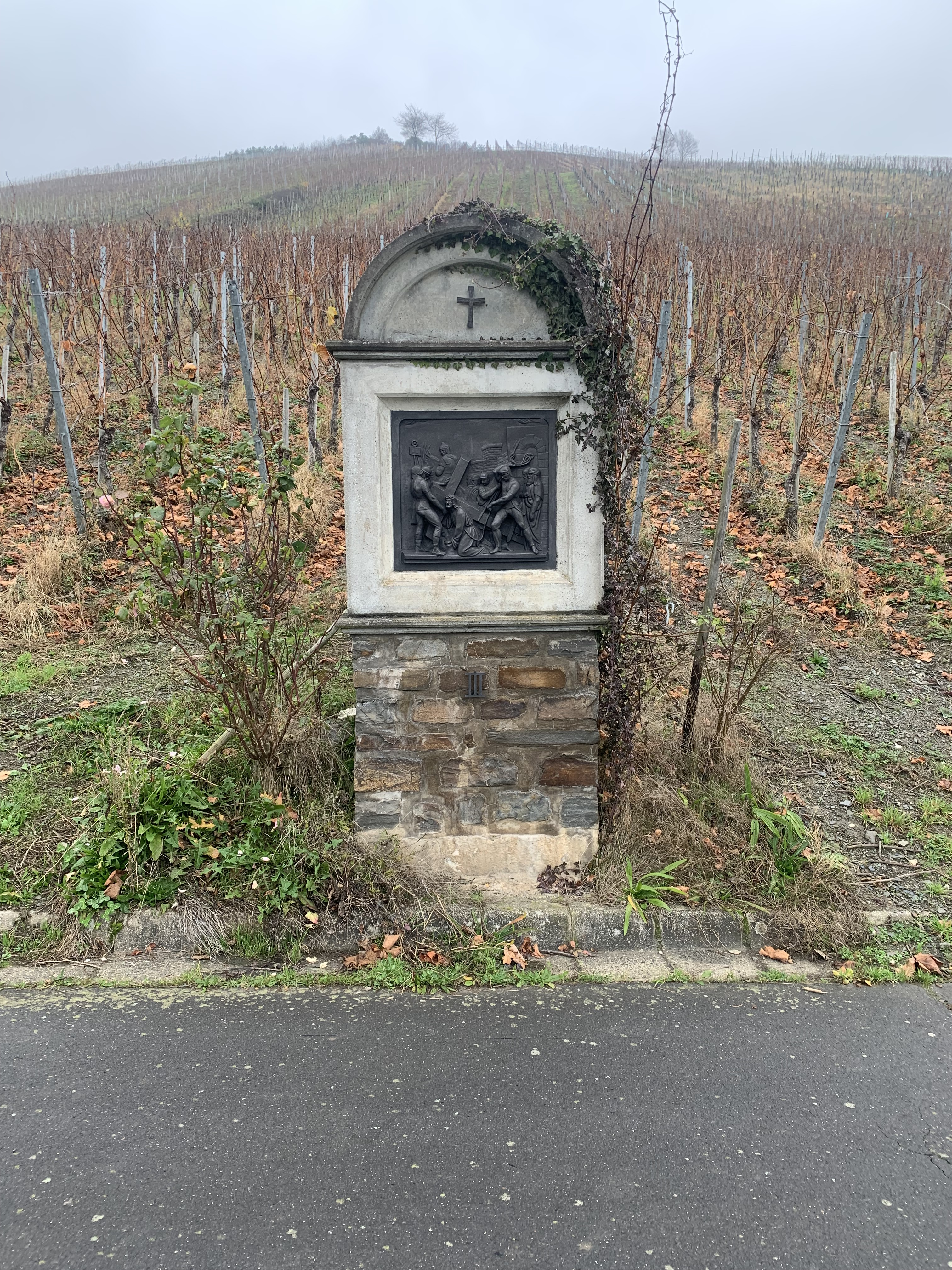
Kreuzweg, Station 3
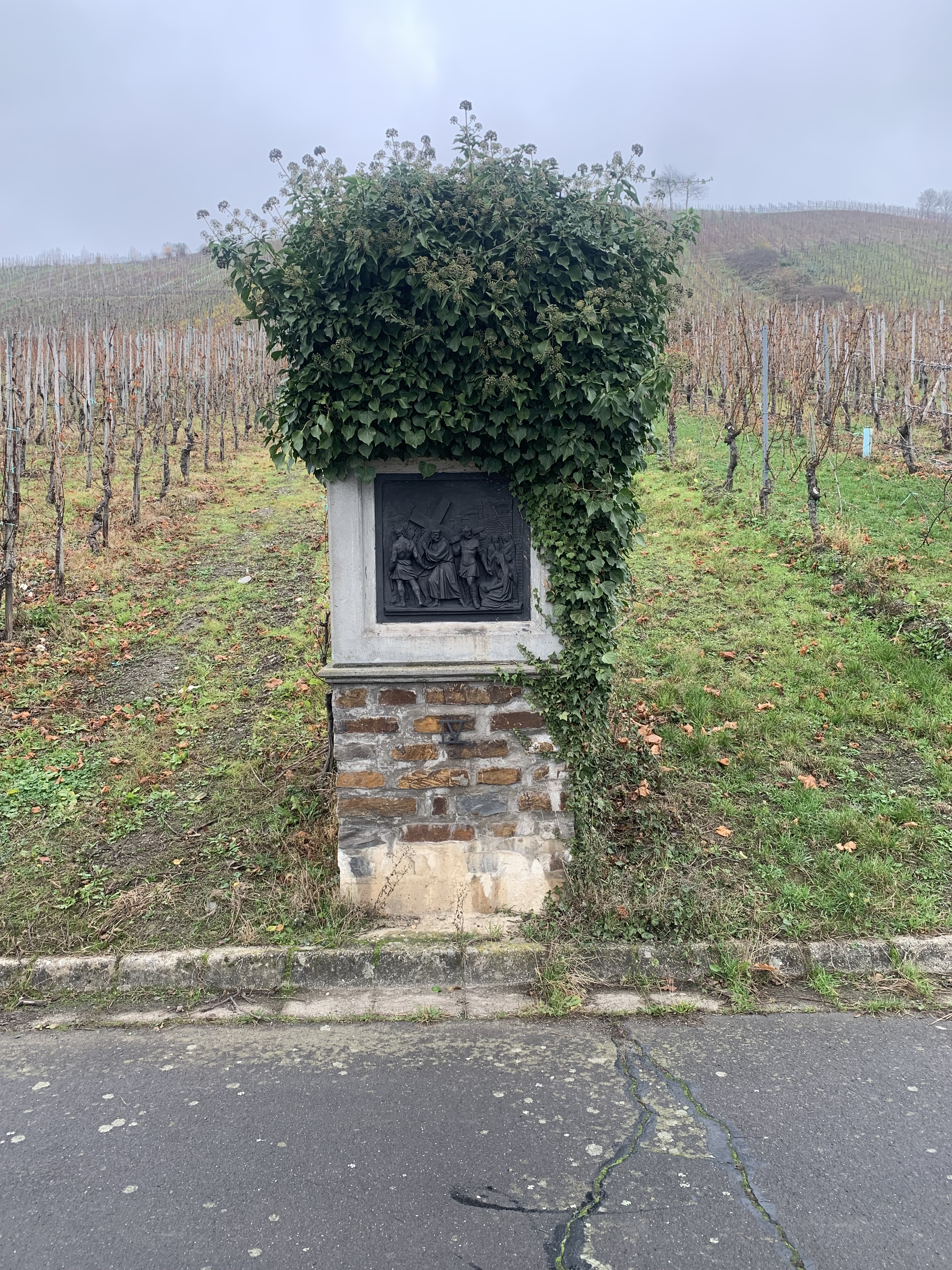
Kreuzweg, Station 4
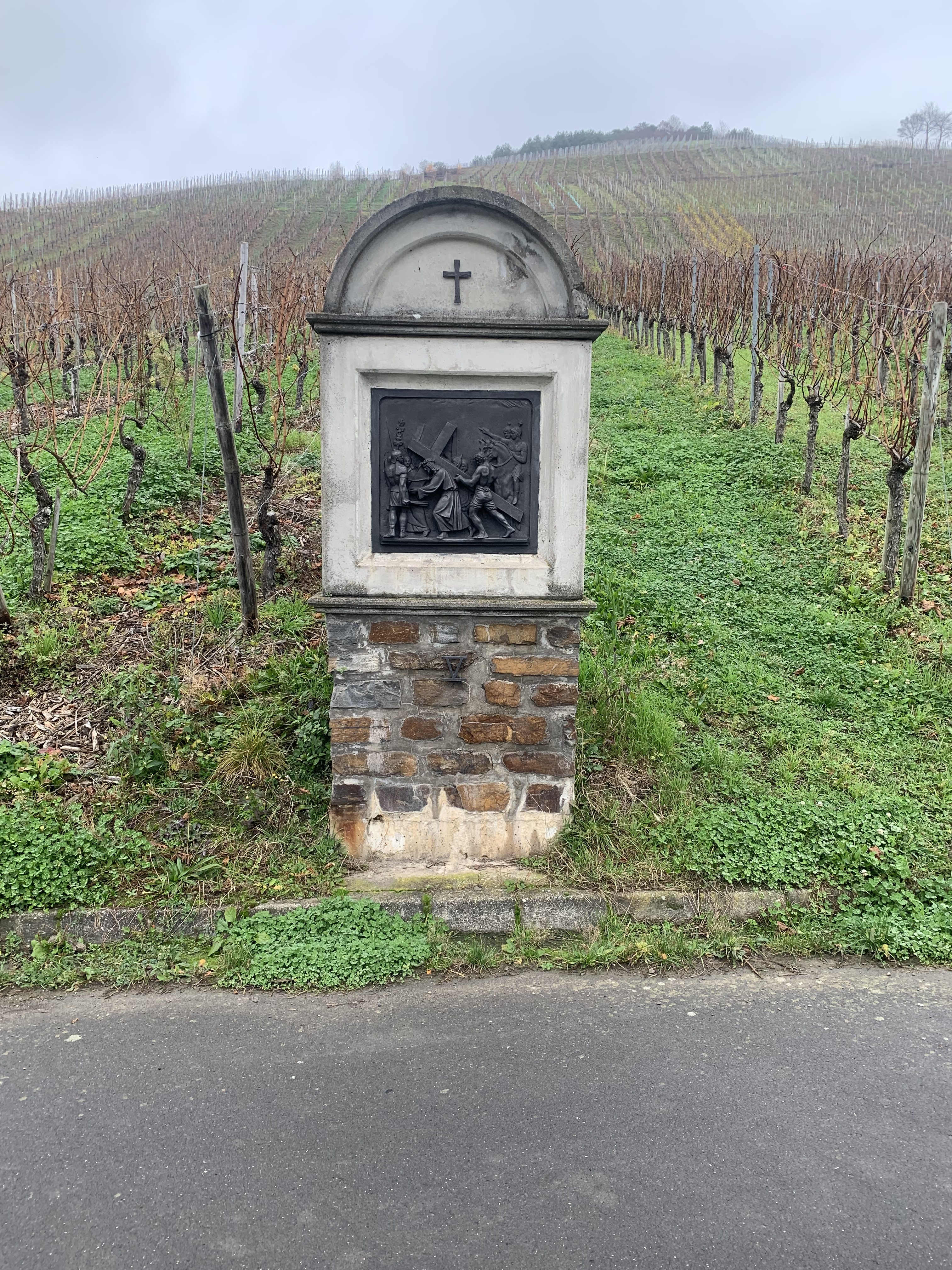
Kreuzweg, Station 5
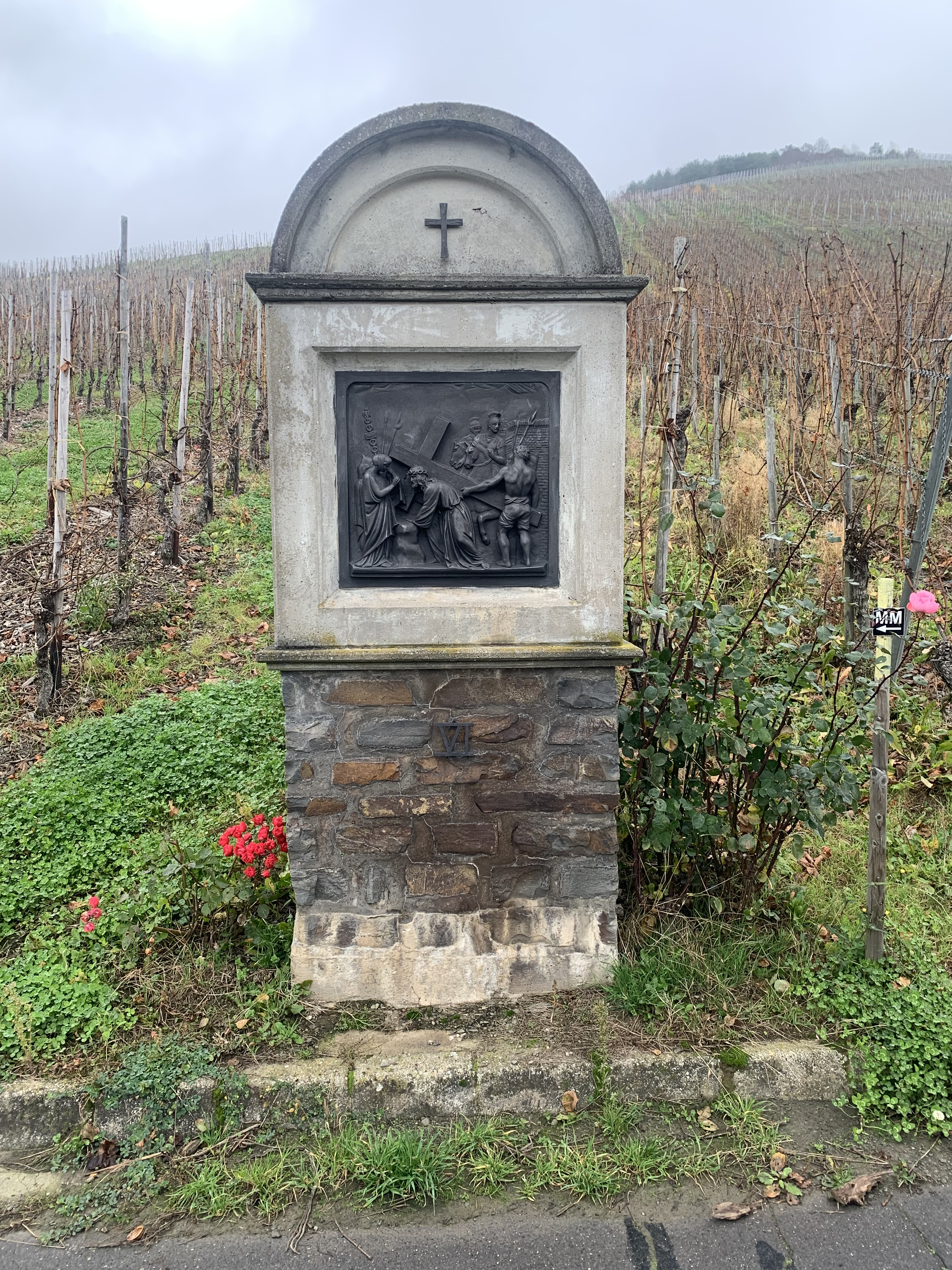
Kreuzweg, Station 6
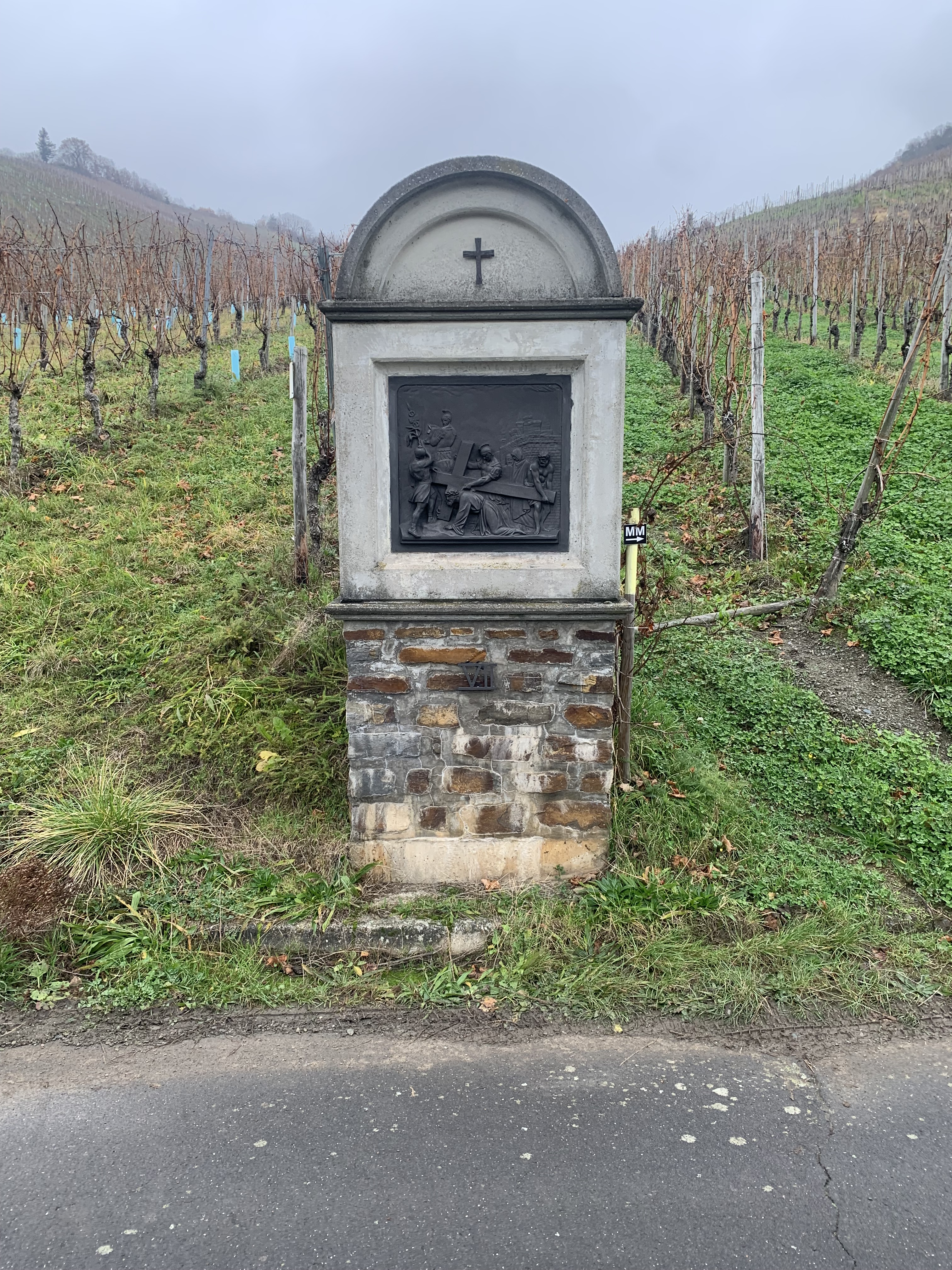
Kreuzweg, Station 7
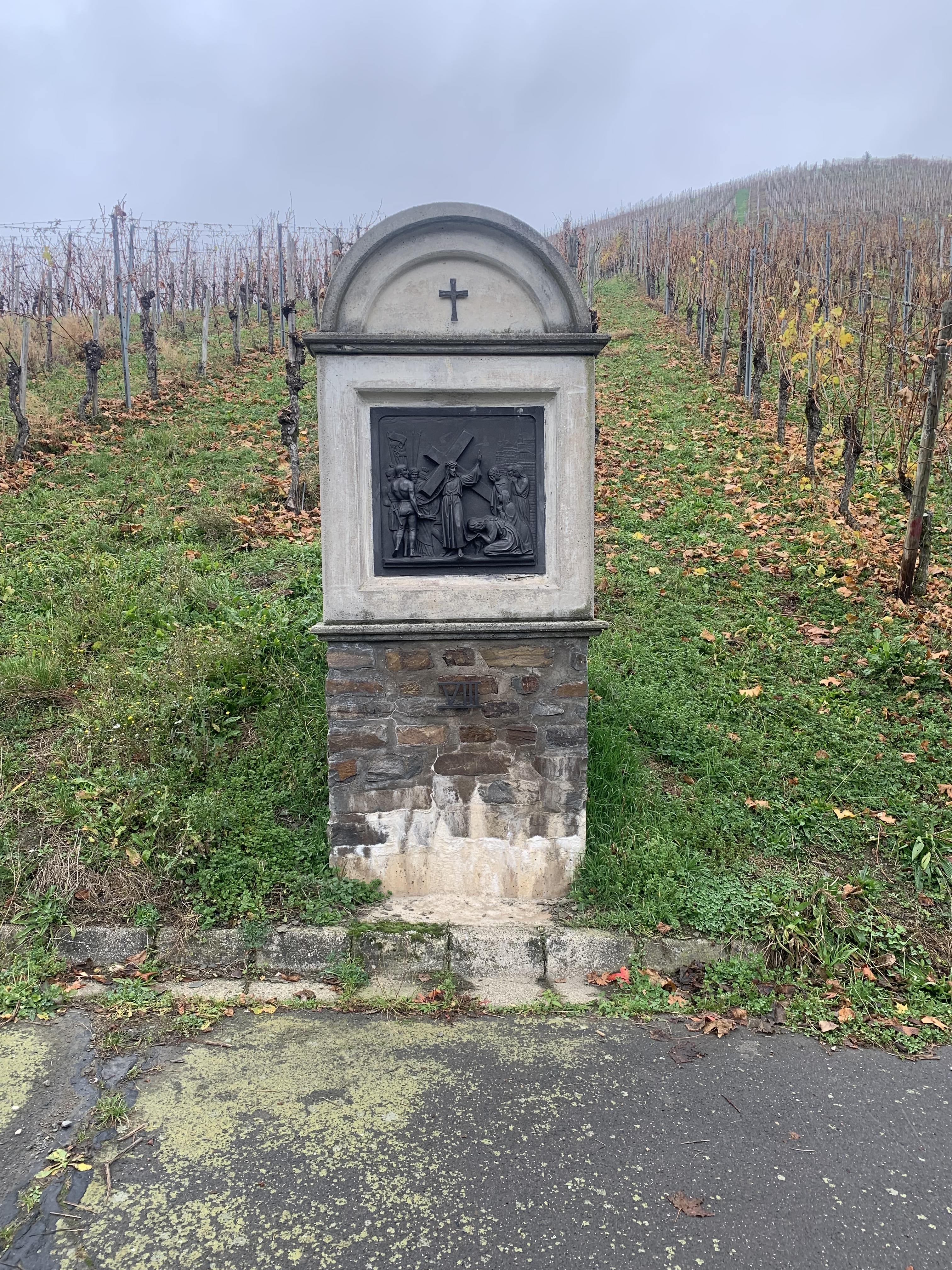
Kreuzweg, Station 8
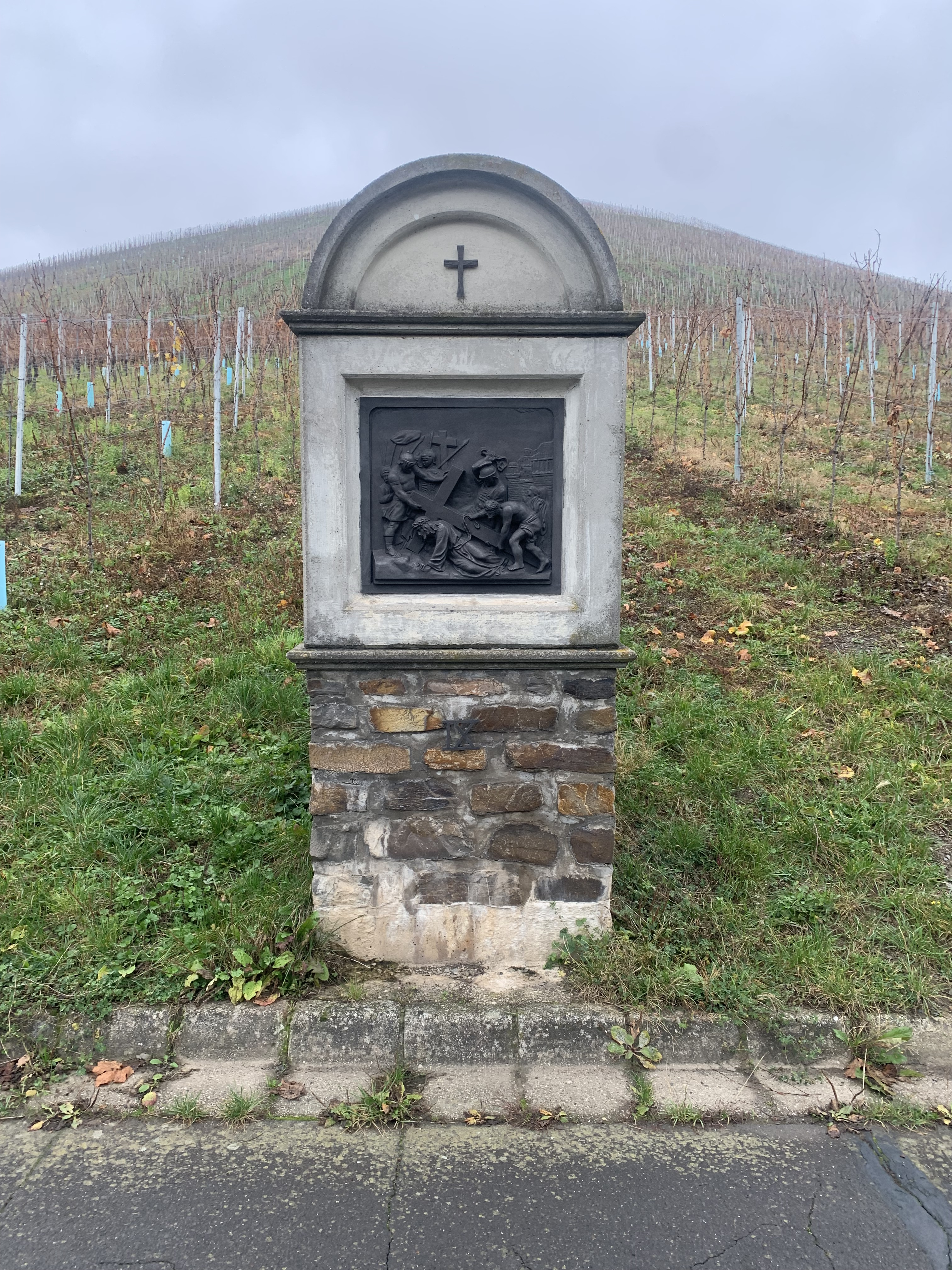
Kreuzweg, Station 9
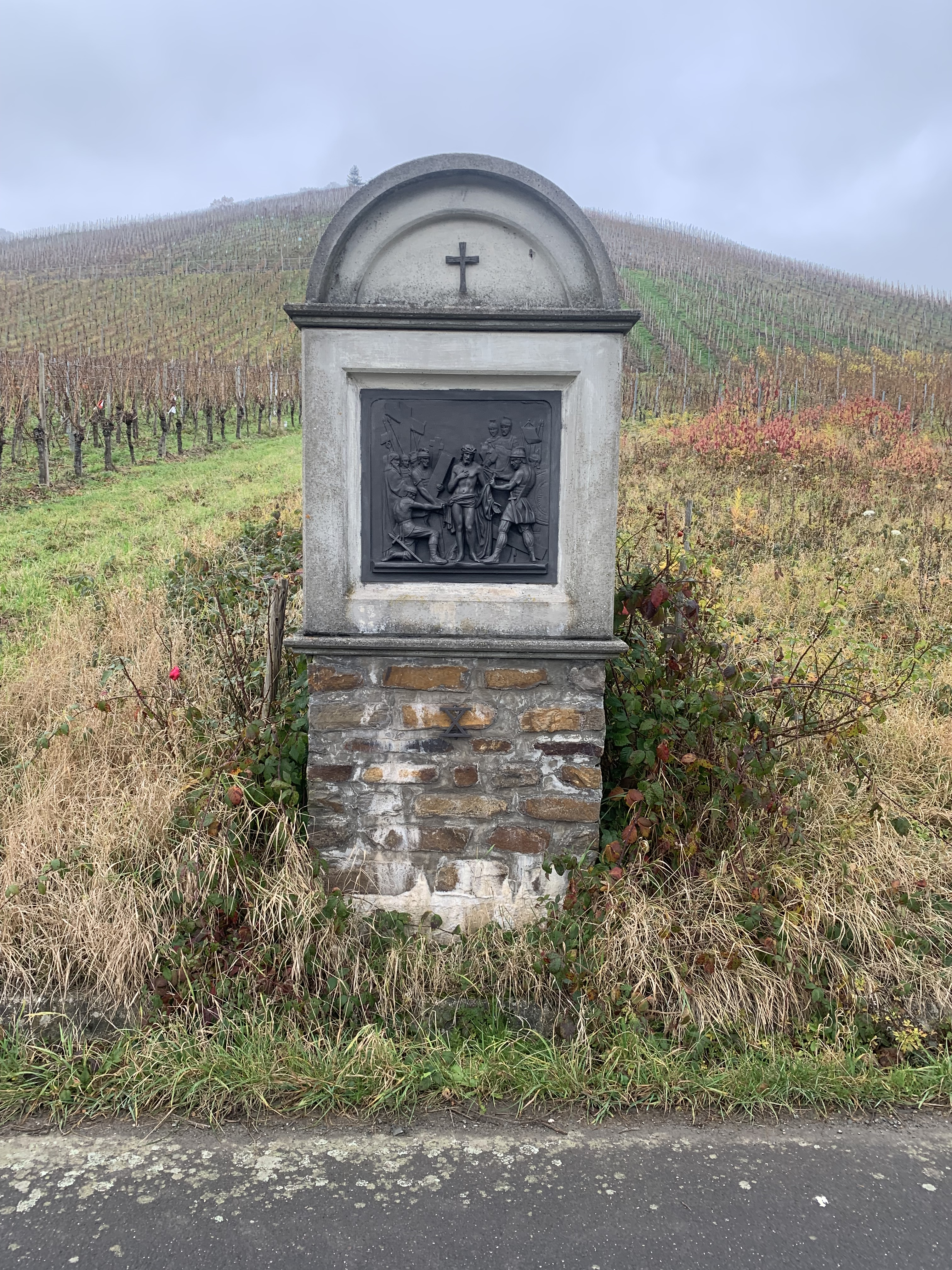
Kreuzweg, Station 10
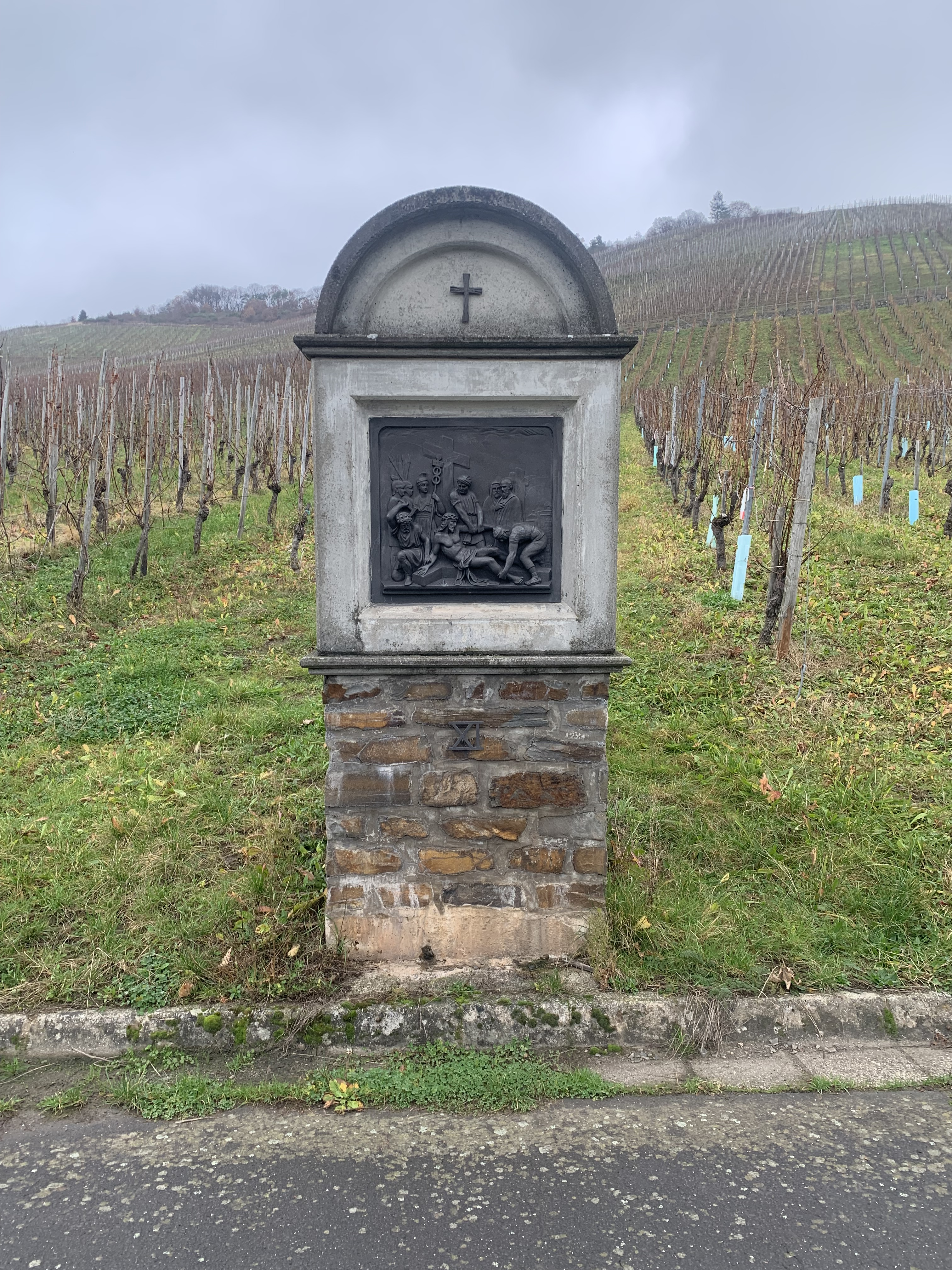
Kreuzweg, Station 11
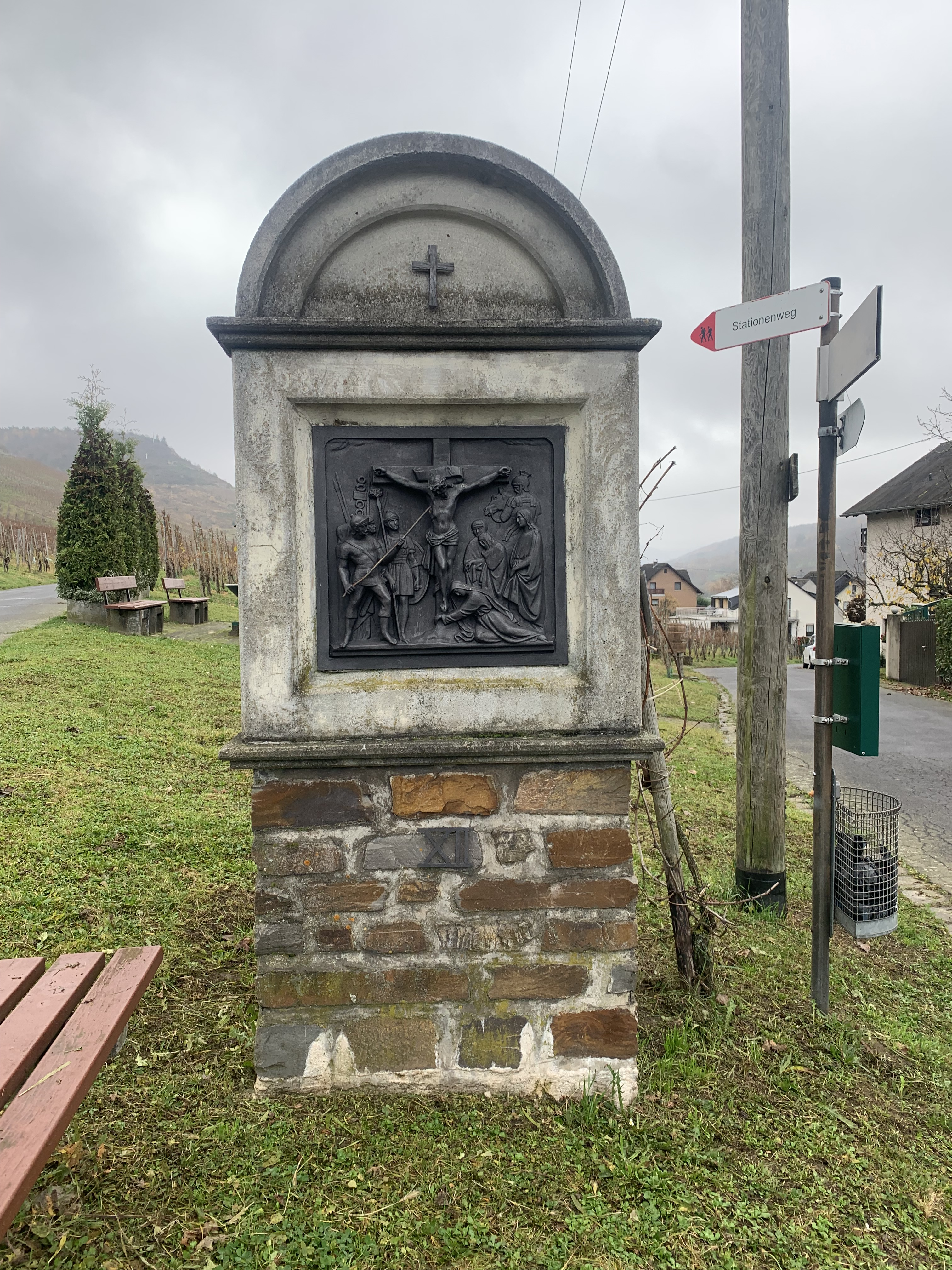
Kreuzweg, Station 12